# TV on the Radio
TV on the Radio — американський інді-рок гурт, сформований у 2001 році в Брукліні, штат Нью-Йорк. За час свого існування колектив записав декілька міні-альбомів, зокрема дебютний Young Liars, та п'ять студійних альбомів: Desperate Youth, Blood Thirsty Babes (2004), Return to Cookie Mountain (2006), Dear Science (2008), Nine Types of Light (2011) та Seeds (2014).
До основного складу TV on the Radio входять Тунде Адебімпе (вокал), Девід Сітек (гітара/клавішні), Кіп Мелоун (вокал/гітара/бас), Джаліл Бантон (ударні/вокал) та Джерард Сміт (бас/клавішні).
TV on the Radio співпрацювали з такими відомими виконавцями, як Девід Бові, Нік Ціннер (Yeah Yeah Yeahs), Трент Резнор (Nine Inch Nails), Кадзу Макіно (Blonde Redhead), Мартін Перна (Antibalas) та Катріна Форд (Celebration).

## Дискографія

### Альбоми
- OK Calculator (2002)
- Desperate Youth, Blood Thirsty Babes (2004)
- Return to Cookie Mountain (2006)
- Dear Science (2008)
- Nine Types of Light (2011)
- Seeds (2014)

### Міні-альбоми
- Young Liars (2003)
- Staring at the Sun (2004)
- New Health Rock (2004)
- Live at Amoeba Music (2007)

### Сингли
- «Staring at the Sun» (2004)
- «New Health Rock» (2004)
- «Dry Drunk Emperor» (2005)
- «Wolf Like Me» (2006)
- «Province» (2007)
- «Golden Age» (2008)
- «Dancing Choose» (2008)
- «Crying» (2008)
- «Family Tree» (2008)
- «Will Do» (2011)
- «Chemical Peels» (2011)
- «Mercy» (2013)
- «Million Miles» (2013)
- «Happy Idiot» (2014)
- «Careful You» (2014)
- «Trouble» (2015)